# Drewnianej małpy rock
Drewnianej małpy rock – drugi solowy album donGURALesko. Płytę promowały teledyski zrealizowane do utworów „Drewnianej małpy rock” / „Podobno”, „Drewnianej małpy rock RMX” oraz „Cisza” / „Chropowato”. W 2005 roku wydawnictwo zostało wyróżnione w plebiscycie Rapgra Awards w kategorii Polska Produkcja Roku.
Nagrania dotarły do 50. miejsca listy OLiS. Pochodząca z albumu piosenka „Te typy” znalazła się na 35. miejscu listy 120 najważniejszych polskich utworów hip-hopowych według serwisu T-Mobile Music. 

## Lista utworów
Opracowano na podstawie materiału źródłowego.
| #  | Tytuł                                             | Producent         | Scratche        | Długość |
| -- | ------------------------------------------------- | ----------------- | --------------- | ------- |
| 1  | „Intro”                                           | DJ Kostek & Larwa | DJ Kostek       | 2:26    |
| 2  | „Trenuj karkiem”                                  | Larwa             | DJ Story        | 4:41    |
| 3  | „Wiesz jak jest”                                  | Mikser            | DJ Hen          | 4:10    |
| 4  | „Chłód”                                           | DJ Haem           | –               | 3:30    |
| 5  | „5 Element”                                       | Mikser            | DJ Twisster     | 4:24    |
| 6  | „Liryczny wandal” (gościnnie: Tede)               | Pióro             | Lords Of Faders | 4:15    |
| 7  | „Cisza”                                           | Kada              | –               | 3:07    |
| 8  | „To My”                                           | DJ 600V           | –               | 3:38    |
| 9  | „Drewnianej małpy rock”                           | Larwa             | DJ Kostek       | 3:20    |
| 10 | „10 powodów”                                      | Magiera           | –               | 2:31    |
| 11 | „Rosyjska ruletka”                                | Pióro             | Lords Of Faders | 2:26    |
| 12 | „Podobno”                                         | DJ Haem           | DJ Orko         | 3:08    |
| 13 | „Pią pią” (gościnnie: Shellerini)                 | DJ Haem           | –               | 3:08    |
| 14 | „Znasz mnie?”                                     | Mikser            | –               | 3:44    |
| 15 | „Drewnianej małpy rock” (Remix) (gościnnie: Rafi) | Tabb              | Lords Of Faders | 4:06    |
| 16 | „Hiphophominid”                                   | DJ Kut-O          | DJ Kut-O        | 4:14    |
| 17 | „Te typy” (gościnnie: Sido)                       | Sido              | DJ Kostek       | 3:06    |
| 18 | „Chropowato”                                      | Mikser            | –               | 4:15    |
| 19 | „Nadzieja”                                        | DJ Kut-O          | –               | 1:57    |